# Иван Стоянов (футболист, р. 1992)
Вижте пояснителната страница за други личности с името Иван Стоянов.
Иван Станимиров Стоянов е български футболист. Роден е на 10 март 1992 г. в Сливен. Играе към настоящия момент в Саут Шийлдс. Играе на поста ляв бек/халф. Отличава се с изключителна бързина и умението да играе еднакво добре с двата крака. Иван Стоянов започва своята кариера от ранни детски години в своя роден град Сливен. Заедно със семейството си заминават за Унгария, където прави първите сериозни крачки към футболна кариера като се присъединява към най-титулувания унгарски отбор Ференцварош. След кратък престой се мести в кръвния враг ФК Уйпещ. Там изиграва множество мачове, става два пъти шампион на Унгария, като дори е поканен на лагер с националния отбор на Унгария до 14 години. През 2006 се завръща в България и се присъединява към отбора на Левски София. Смятан е за един от най-талантливите бекове в България. Печели купата на България за юноши до 19 години, като отбелязва единствения гол на финала срещу отбора на ПФК Литекс. През май 2008 г. Нюкасъл Юнайтед проявява интерес към него. На 3 април Стоянов е поканен на пробен период в Нюкасъл. Иван Стоянов дебютира за представителния отбор на Левски София в контролата срещу Цървена Звезда завършила с победа на Левски София със 1:0. Своя дебют в официална среща прави през 2010 срещу отбора на Брестник на стадион Лаута за купата на България, завършил с победа на Левски София с 2:0. След престоя си в Левски заминава за Англия, където става студент в Университета в Нюкасъл и започва да се състезава на полу-професионално ниво за отбора на Саут Шийлдс. Изпратен в началото на октомври под наем в отбора на Seaham Red Star за 7 мача става 3 пъти играч на мача и отбелязва 2 гола.